# Флојд Хил (Колорадо)
Флојд Хил (енгл. Floyd Hill) насељено је место без административног статуса у америчкој савезној држави Колорадо.

## Демографија
По попису из 2010. године број становника је 998.
| Група             | 2000.    | 2010.       |
| Белци             | 0 (0,0%) | 935 (93,7%) |
| Афроамериканци    | 0 (0,0%) | 9 (0,9%)    |
| Азијати           | 0 (0,0%) | 8 (0,8%)    |
| Хиспаноамериканци | 0 (0,0%) | 30 (3,0%)   |
| Укупно            | 0        | 998         |